# Calonne-sur-la-lys Communal Cemetery
Calonne-sur-la-lys Communal Cemetery is een begraafplaats gelegen in de Franse plaats Calonne-sur-la-Lys (Pas-de-Calais). De militaire graven worden onderhouden door de Commonwealth War Graves Commission.
De begraafplaats telt 11 geïdentificeerde Gemenebest graven, waarvan 2 uit de Eerste Wereldoorlog en 9 uit de Tweede Wereldoorlog.